# ديمتري ماكامي
ديمتري ماكامي (بالإنجليزية: Demetri McCamey)‏ مواليد 21 فبراير 1989 في بلوود، هو لاعب كرة سلة أمريكي. بدأ مسيرته الاحترافية في سنة 2011. يلعب في دوري الرابطة الوطنية لفئة التطوير كلاعب هجوم خلفي. يحمل الرقم 11. يبلغ طوله 6 قدم 3 بوصة (1.9 م). لعب كرة السلة الجامعية في جامعة إلينوي في إربانا-شامبين.

## المسيرة الاحترافية
لعب مع إري بايهوكس في موسم 2012–2013، ثم لعب مع فورت واين ماد أنتس في سنة 2013، ثم لعب مع كيرنز تيبانز في الدوري الأسترالي في موسم 2013–2014.

## روابط خارجية
- ديمتري ماكامي على موقع كرة السلة الأوروبية.كوم (الإنجليزية)
- ديمتري ماكامي على موقع كلية كرة السلة في سبورتس رفرنس.كوم (الإنجليزية)
- ديمتري ماكامي على موقع ريلجم (الإنجليزية)
- ديمتري ماكامي على موقع بروبوليرز (الإنجليزية)
- ديمتري ماكامي على موقع سبورتس رفرنس (الإنجليزية)
- ديمتري ماكامي على موقع سبورتس رفرنس (الإنجليزية)